# South Carthage
South Carthage és una població dels Estats Units a l'estat de Tennessee. Segons el cens del 2000 tenia 1.302 habitants.

## Demografia
Segons el cens del 2000, South Carthage tenia 1.302 habitants, 554 habitatges, i 366 famílies. La densitat de població era de 193,3 habitants/km².
Dels 554 habitatges en un 33% hi vivien nens de menys de 18 anys, en un 50,2% hi vivien parelles casades, en un 12,8% dones solteres, i en un 33,9% no eren unitats familiars. En el 30,9% dels habitatges hi vivien persones soles el 16,6% de les quals corresponia a persones de 65 anys o més que vivien soles. El nombre mitjà de persones vivint en cada habitatge era de 2,35 i el nombre mitjà de persones que vivien en cada família era de 2,92.
Per edats la població es repartia de la següent manera: un 25,4% tenia menys de 18 anys, un 7,1% entre 18 i 24, un 29,7% entre 25 i 44, un 21,4% de 45 a 60 i un 16,4% 65 anys o més.
L'edat mediana era de 37 anys. Per cada 100 dones de 18 o més anys hi havia 79,8 homes.
La renda mediana per habitatge era de 30.592 $ i la renda mediana per família de 35.066 $. Els homes tenien una renda mediana de 31.080 $ mentre que les dones 20.577 $. La renda per capita de la població era de 14.425 $. Entorn del 10,7% de les famílies i el 15,2% de la població estaven per davall del llindar de pobresa.

## Poblacions més properes
El següent diagrama mostra les poblacions més properes.